# برهلیا
رهلیا (به عربی: برهلیا) یک روستا در سوریه است که در استان ریف دمشق واقع شده‌است. برهلیا ۸۲۱ نفر جمعیت دارد.